# Excreción fraccional de sodio
La excreción fraccional de sodio (EFNa), o también "excreción de sodio fraccionada" es la cantidad de sal (sodio) que sale del cuerpo a través de la orina comparada con la cantidad filtrada y reabsorbida por el riñón.
Se obtiene mediante un cálculo basado en las concentraciones de sodio y creatinina en la sangre y en la orina. Son necesarios exámenes de química de la sangre y de la orina para llevar a cabo este cálculo.
Junto con el valor de sodio urinario, la excreción fraccional de sodio, es uno de los factores utilizados para evaluar el origen de una insuficiencia renal.

## Utilidad
Se emplea usualmente para pacientes que padecen una insuficiencia renal aguda. Ayuda a determinar si la reducción en la producción de orina se debe a una disminución del flujo sanguíneo al riñón (fallo prerrenal) o a un daño en el riñón en sí (fallo renal).
Una interpretación significativa del examen se puede hacer únicamente cuando el volumen de orina haya descendido a menos de 500 mL/día.
Una EFNa de menos del 1% indica disminución del flujo sanguíneo al riñón, mientras que una EFNa superior a este porcentaje —usualmente superior a 3%— sugiere daño renal.
Se obtienen valores de EFNa < 1% en las situaciones prerrenales y en las glomerulonefritis agudas. Además, por lo general se alcanzan valores de EFNa > 1% en los casos de necrosis tubular aguda (NTA), enfermedad renal crónica (ERC) y tras la administración de diuréticos.

## Fórmula
{\displaystyle EF_{Na}{=}100\times {\frac {\rm {sodio_{orina}\times creatinina_{plasma}}}{\rm {sodio_{plasma}\times creatinina_{orina}}}}}

Otra forma de calcular puede ser:
{\displaystyle EF_{Na}{=}{\frac {\rm {sodio_{orina}}}{\rm {sodio_{plasma}}}}{/}{\frac {\rm {creatinina_{orina}}}{\rm {creatinina_{plasma}}}}\times 100}
Que puede resumirse en “UP de sodio dividido por UP de creatinina, multiplicado por cien”.

## Interpretación
La EFNa mide el porcentaje de sodio que se excreta en la orina. Este cálculo es ampliamente utilizado para diferenciar la enfermedad prerrenal (disminución de la perfusión renal) de la necrosis tubular aguda como causa de insuficiencia renal aguda.
En la mayoría de las personas normales, la fracción de excreción de sodio es usualmente menor al 1% pero puede ser aumentada por un incremento en la ingesta de sal. 
En pacientes con azoemia aguda, una fracción de excreción baja, generalmente indica que el cuadro obedece a disminución de volumen. Sin embargo, estos valores de EFNa también pueden verse en pacientes con fallo hepático o cardíaco, así como en glomerulonefritis agudas, nefropatía por pigmentos y nefrotoxicidad por contraste, fallo renal poliúrico, asociado a quemaduras, obstrucción aguda, rechazo de trasplante renal y ocasionalmente fallo renal agudo no oligúrico, ninguno de las cuales es un proceso que se deba a disminución de volumen.
Una EFNa mayor a 1% en pacientes con azoemia aguda generalmente indica lesión renal intrínseca, pero también es consistente con la disminución de volumen en pacientes que reciben diuréticos o en algunos pacientes con insuficiencia renal crónica. 
Para ser útil en el manejo de un paciente la EFNa debe ser interpretada a la luz de la situación clínica específica y otros datos de laboratorio.
Una insuficiencia renal de origen prerrenal, en general es causada por reducción de la perfusión. Esta puede ser debida a hipovolemia por disminución real de volumen, pero también por disminución del volumen circulante en el fallo cardiaco o la cirrosis; también en estenosis de arteria renal, glomerulonefritis aguda, rabdomiólisis, y también en nefropatías inducidas por contraste. Tiene en general un Na urinario < de 20 mmol/L y una EFNa < 1%. Mientras, una insuficiencia renal de origen renal suele tener un Na urinario > 40 mmol/L y una EFNa > 1%, y una postrenal, en general obstructiva, suele tener un Na urinario > 40 mmol/L, y una EFNa > 4%. 
No obstante, en los casos de disminución de volumen por vómitos repetidos o aspiración nasogástrica continuada, puede existir una EFNa elevada a causa de la bicarbonaturia, dado que el bicarbonato negativo puede disminuir la absorción tubular del Na al ser un ion positivo.
El principal mecanismo para regular la excreción de sodio es la reabsorción tubular.  El sodio urinario es un indicador excelente de la capacidad de reabsorción tubular, pero tiene la limitación de requerir el conocimiento del balance total de sodio para su correcta interpretación. Sin embargo, la excreción fraccional de sodio tiene mejor sensibilidad para estudiar la reabsorción tubular. Es indicada para el estudio del diagnóstico diferencial de hiponatremia renal o extrarrenal y oliguria por nefropatía funcional o parenquimatosa.
En el contexto de oliguria, una EFNa menor de 1% sugiere fracaso renal prerrenal, mientras que una EFNa mayor de 1% denota fallo renal parenquimatoso. Aunque esta determinación sea útil habitualmente, hay ocasiones en que una EFNa menor de 1% aparece en casos sin componente prerrenal.
Es la depuración de sodio como un porcentaje de la depuración de creatinina. Cuando la conservación tubular de sodio se pierde, aumenta la EFNa a más de 3%

## Limitaciones
Existen algunas limitaciones para el uso de la EFNa en pacientes con fallo renal agudo, incluyendo el hecho de que la EFNa que define la enfermedad prerrenal varía con el filtrado glomerular, la presencia de múltiples causas de baja EFNa que no son enfermedad prerrenal, y que el uso de medidas de excreción de sodio puede ser engañoso si hay pérdida de sodio renal (renal salt-wasting) cómo ocurre en la terapia con diuréticos.
Entonces, la etiología del fallo renal agudo debe ser deducida de la totalidad de la presentación del paciente (antecedentes, examen clínico, microscopía de orina y, cuando sea necesario, la respuesta a la resucitación con volumen), no sólo la a. 
Cuando existe la posibilidad de que los diuréticos todavía estén haciendo efecto y la EFNa no es baja, la excreción fraccional de urea puede ser útil.